# Матросов, Борис Игоревич
Борис Игоревич Матросов (род. 1965, Москва) — российский художник, участник арт-группы «Чемпионы мира», почетный председатель Клуба Авангардистов (КЛАВА), автор арт-объекта «Счастье не за горами» на набережной города Пермь.

## Биография
Родился в 1965 году в Москве. В 1986—1988 годах был в составе группы художников «Чемпионы мира» (совместно с Г. Абрамишвили, К. Латышевым, А. Яхниным и К. Звездочетовым, входившим в неё на раннем этапе. В 1988 году — почётный председатель московского Клуба Авангардистов (КЛАВА). В 1988—1990 гг. работал в мастерских в Фурманном переулке, в 1990—1994 гг. — в мастерских на Чистых прудах. С 1994 года является членом Московского Союза художников. Живёт и работает в Москве.
«Чемпионы мира» — самое дерзкое и веселое объединения конца 1980-х — начала 1990-х, последовательно иронизирующее над убийственной серьезностью художественных стратегий московских концептуалистов старшего поколения. «Чемпионы» знамениты своими абсурдными и часто хулиганскими акциями: например, «Взмахи радости», когда каждый из участников группы всеми подручными средствами рисовал что-то свое на прикрепленном к стенке листе бумаги; или «Серое море», когда Абрамишвили привез бутылку воды из Белого моря, Звездочетов — из Чёрного, а участники вырыли небольшое отверстие в земле, смешав воду из обеих бутылок, и получилось Серое море, о чём и были направлены соответствующие уведомления в официальные инстанции.
После распада группы Матросов продолжил самостоятельную карьеру. Он рисует «картинки картинок» — того, что согласно нашим представлениям является «нормальной», как будто всеми видимой реальностью: интерьеры, пейзажи, используя при этом минимум средств. В 2005 году для фестиваля «Арт Поле» (куратор Айдан Салахова) Матросов придумал масштабный текстовый объект «Счастье не за горами», который впоследствии был установлен на реке Кама в городе Пермь и стал чуть ли не официальным символом города. В 2016 году Матросов поместил на крыше Музея «Гараж» объект на основе текста из собственной картины 2012 года — «Нет, ну не могла же она знать, во что это всё…».

## Работы находятся в собраниях
- Государственная Третьяковская галерея, Москва.
- Коллекция Пьера-Кристиана Броше
- Коллекция Пакиты Эскофе-Миро
- Коллекция Игоря Маркина
- Коллекция Сергея Борисова

## Персональные выставки
- 2024 «Пейзажи друга». Галерея «Пересветов переулок», Москва
- 2015 «Только бумага». Галерея «Пересветов переулок», Москва
- 2014 «Скупой русский пейзаж» (совместно с Никитой Алексеевым). Арт-центр «Гридчинхолл», Московская область
- 2011 «Бытовая живопись». Галерея GMG, Москва
- 2009 «Внутренний орнамент». Галерея «Paperworks», Москва
- 2006 «Разговор глухого с тупым». Галерея VP Studio, Москва
- 2004 «Деревянное танго». Галерея VP Studio, Москва
- 2003 «Самоучитель игры на фанерной гитаре». (совместно с А. Петрелли и А. Кузнецовым) Клуб Улица ОГИ, Москва
- 1990 «Серое». Первая галерея, Москва

## Групповые выставки
- 2025  «Архив П». Галерея «Пересветов переулок», Москва
- 2009 «The show must go on». Галерея GMG, Москва
- 2009 «Замороженный медведь или Русская История как Глобальный Ребус». Кунстхалле Ден Хелдер, Нидерланды
- 2007 «Горе от ума». Государственный Литературный музей, Москва
- 2007 «Будущее зависит от тебя». Коллекция Пьера-Кристиана Броше. Музей современного искусства, Москва
- 2006 «Последние романтики Советского Союза». Зверевский центр современного искусства, Москва
- 2005 «Сообщники». Государственная Третьяковская галерея, Москва
- 2005 «АртКлязьма». Клязьминское водохранилище, Московская область
- 2003—2004 «Новый отсчет. Цифровая Россия». (В составе группы ПОЦ). Центральный Дом художника, Москва
- 2003 «АртКлязьма». Клязьминское водохранилище, Московская область
- 2001 «Дуга стабильности». Музей блокады Ленинграда (Румянцевский дворец), Санкт-Петербург
- 2001 «Дедалы и Икары». Национальный резервный банк, Москва
- 2001 «Глубинная Германия». Выставочный зал Красногвардейского района («На Каширке»), Москва.
- 2000 «Любовники КЛАВЫ» (выставка Клуба авангардистов в рамках 4-й Международной художественной ярмарки «АРТ МОСКВА»),Центральный Дом художника, Москва
- 2000 «Эфемериды». Библиотека иностранной литературы, Москва
- 1998 «Родина». Дом-музей И. Е. Репина (филиал Самарского областного художественного музея), село Ширяево, Самарская область
- 1998 «Евроремонт». Культурно-исторический центр «Славянский», Москва
- 1998 «Родина или смерть» (выставка Клуба авангардистов). Центр современного искусства им. А. Зверева («Зверевский музей»), Москва. Музей нонконформистского искусства, Санкт-Петербург
- 1996 Как рисовать лошадь (часть 2). Центральный Дом художника, Москва
- 1995 «Сухая вода». Ханский дворец (Бахчисарай), Крым
- 1995 «Москва-Ереван. Вопрос ковчега». Музей современного искусства, Ереван
- 1995 «О доме». Выставочный зал на ул. Профсоюзная, 100, Москва
- 1995 "Как рисовать лошадь (часть 1). Конноспортивный комплекс в Сокольниках, Москва